# Paul Rudolf von Bilguer

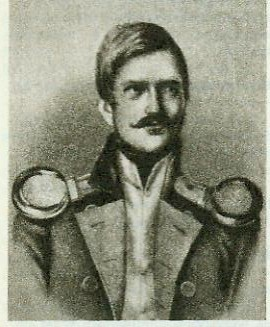
Rudolph von Bilguer

Paul Rudolf von Bilguer, född 21 september 1815 i Ludwigslust och död 16 september 1840 i Berlin, var en tysk schackspelare.
von Bilguer var officer och en framstående schackteoretiker. Han berikat schacklitteraturen med Handbuch des Schachspiels, som länge ansågs som det främsta verket inom schackspelskonsten (utkommen postumt 1843, fullbordad av Tassilo von Heydebrand und der Lasa). Det omfattande arbetet, som speciellt behandlar spelöppningarnas teori, har upptagits och fullföljts av bland andra Carl Schlechter.